# Колымская улица (Казань)
Колымская улица ― улица в посёлке Юдино Кировского района Казани. Название от реки Колымы.

## География
Находится в западной части Юдино, между Бирюзовой и Молодогвардейской улицами.

## История
Первый жилые дома на улице были построены Московско-Казанской железной дорогой в середине 1920-х гг. К концу 1930-х была известна как улица Тельмана; на ней находились около 15 домов, все принадлежавшие НЖЧ-3 (дистанции гражданских сооружений) Казанской железной дороги. Строительство жилых домов на этой улице продолжалось и в послевоенные годы. они возводились в основном для железной дорогой для своих работников.
В 1967 году, после вхождения Юдино в состав Казани, в целях устранения дублирующихся названий улиц переименована (имя Тельмана уже имела одна из улиц в центре Казани).
В 1990-е и начале 2000-х несколько домов улицы были снесены в рамках республиканской программы ликвидации ветхого жилья. Снос аварийных домов продолжился и после неё, и к началу 2020-х ещё не был завершён. В основном это дома 1920-х и 1930-х гг. постройки.

## Объекты
- №№ 1, 2, 3, 4, 5, 6, 7, 8, 9, 10, 11, 12, 13, 14, 15, 16, 17, 18, 19, 21, 22, 23, 25, 26, 28 — жилые дома Казанского отделения ГЖД (до 1961 г. – Казанская ж.д., до 1936 г. – МКзЖД).[10]
- № 15 — филиал детской поликлиники № 4.[11]
- № 20 — Юдинская дистанция зданий и сооружений (НГЧ-8) Горьковской железной дороги (ранее НЖЧ-3 Казанской ж.д.).[12][13]